# Linea Furano
La linea Furano (富良野線?, Furano-Sen) è una linea ferroviaria nella prefettura di Hokkaidō, che collega le stazioni di Furano e Asahikawa nelle omonime città. È la più corta delle linee gestite da JR Hokkaidō ed ha vocazione sia turistica, sia pendolare, visto che collega il centro di Asahikawa, la seconda città più grande dell'Hokkaidō, con la periferia sud.
Alla stazione di Asahikawa, la linea non è collegata al tracciato principale: un treno proveniente da Furano non può proseguire verso Wakkanai o Abashiri, e viceversa.

## Tracciato
La linea si estende in direzione nord-sud attraversando soltanto le municipalità di Nakafurano, Kamifurano e Biei oltre ai due già citati capolinea.
Le stazioni sono frequenti lungo tutta la linea, ma si tratta in gran parte di edifici non custoditi o addirittura di semplici marciapiedi dotati al più di una panchina.

## Storia

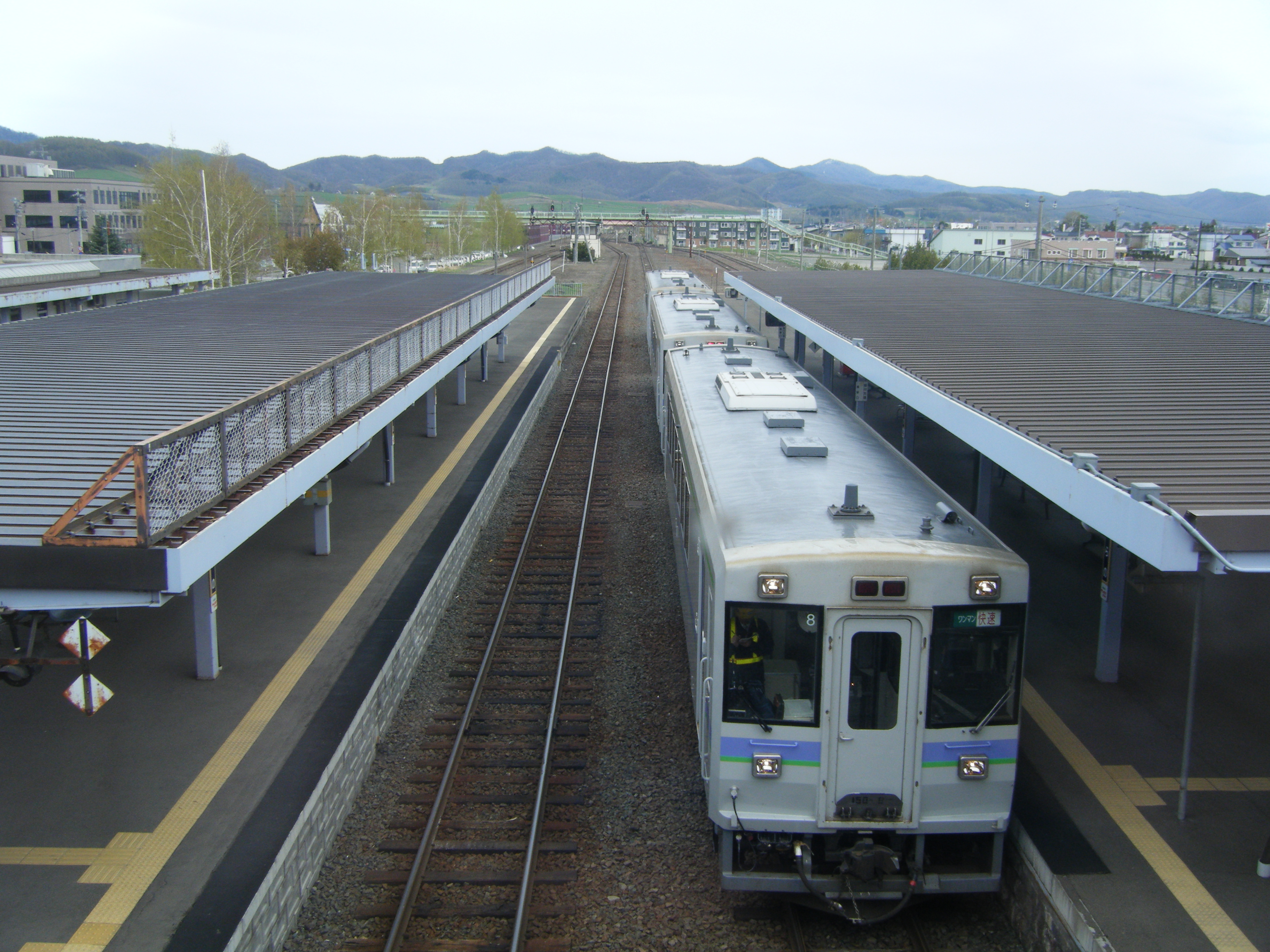
La stazione di Furano

Il segmento fra Asahikawa e Biei fu aperto il 1º settembre 1899, col nome di Hokkaido Kansetsu Tetsudō (北海道官設鉄道,?). Nel mese successivo la linea fu estesa fino a Kami-Furano e nell'anno seguente raggiunse la stazione di Furano, all'epoca Shimo-Furano. Nel 1909 la ferrovia venne classificata come parte della Linea Kushiro, che collegava Asahikawa e Kushiro. Tuttavia, già nel 1913 la linea acquisì la sua denominazione odierna. 
L'eruzione del Monte Tokachi nel 1926 causò una lunga chiusura del tratto fra Biei e Kami-Furano.
Nel 1987, con la privatizzazione delle Ferrovie Nazionali Giapponesi che fino a quel momento avevano operato la linea, la gestione passò a JR Hokkaidō.

## Treni
La quasi totalità dei treni che corrono su questa linea sono treni locali; vi è però una minoranza di treni turistici. Inoltre, soltanto l'espresso Karikachi non ferma a Furano ma prosegue fino a Obihiro sulla linea principale Nemuro: tutti gli altri treni operano solo fra Furano e Asahikawa. Su questa ferrovia vengono utilizzati quasi esclusivamente dei Kiha Serie 150.

## Stazioni
| Nr. | Stazione        | Nome in lingua originale | Distanza (da Furano) | Coincidenze                                                                       | Posizione (tutte le stazioni si trovano in Hokkaidō) |
| --- | --------------- | ------------------------ | -------------------- | --------------------------------------------------------------------------------- | ---------------------------------------------------- |
| T30 | Furano          | 富良野駅                 | 0,0 km               | Hokkaido Railway Company (JR Hokkaidō): - ■ Linea principale Nemuro               | Furano                                               |
| F44 | Gakuden         | 学田駅                   | 2,3 km               |                                                                                   | Furano                                               |
| F43 | Shikauchi       | 鹿討駅                   | 5,1 km               |                                                                                   | Nakafurano                                           |
| F42 | Nakafurano      | 中富良野駅               | 7,5 km               |                                                                                   | Nakafurano                                           |
| F41 | Lavender-Batake | ラベンダー畑駅           | 9,0 km               |                                                                                   | Nakafurano                                           |
| F40 | Nishinaka       | 西中駅                   | 10,6 km              |                                                                                   | Nakafurano                                           |
| F39 | Kamifurano      | 上富良野駅               | 15,1 km              |                                                                                   | Kamifurano                                           |
| F38 | Bibaushi        | 美馬牛駅                 | 24,2 km              |                                                                                   | Biei                                                 |
| F37 | Biei            | 美瑛駅                   | 31,0 km              |                                                                                   | Biei                                                 |
| F36 | Kita-Biei       | 北美瑛駅                 | 34,5 km              |                                                                                   | Biei                                                 |
| F35 | Chiyogaoka      | 千代ヶ岡駅               | 38,2 km              |                                                                                   | Asahikawa                                            |
| F34 | Nishiseiwa      | 西聖和駅                 | 42,5 km              |                                                                                   | Asahikawa                                            |
| F33 | Nishikagura     | 西神楽駅                 | 44,9 km              |                                                                                   | Asahikawa                                            |
| F32 | Nishimizuho     | 西瑞穂駅                 | 47,4 km              |                                                                                   | Asahikawa                                            |
| F31 | Nishigoryō      | 西御料駅                 | 49,6 km              |                                                                                   | Asahikawa                                            |
| F30 | Midorigaoka     | 緑が丘駅                 | 50,8 km              |                                                                                   | Asahikawa                                            |
| F29 | Kaguraoka       | 神楽岡駅                 | 52,4 km              |                                                                                   | Asahikawa                                            |
| A28 | Asahikawa       | 旭川駅                   | 54,8 km              | Hokkaido Railway Company: - ■ Linea principale Hakodate - ■ Linea principale Sōya | Asahikawa                                            |